# Sinor Dénes
Sinor Dénes (Denis Sinor, eredetileg Zsinór Dénes) (Kolozsvár, 1916. április 17. – Bloomington, Indiana, 2011. január 12.) amerikai-magyar nyelvész, filológus és történész, a közép-ázsiai és altajisztikai tanulmányok egyik megalapítója az Egyesült Államokban, a Magyar Tudományos Akadémia tiszteleti tagja.

## Élete
1916. április 17-én született az erdélyi Kolozsváron, egy római katolikus vallású vállalkozó második fiaként. volt. A trianoni béke után Budapestre küldték tanulni. Gimnáziumi évei során rendszeresen töltött hónapokat egy francia iskolában a svájci Veveyben. 1934-ben kezdte meg tanulmányait a budapesti egyetemen, ahol eleinte az ókori Közel-Kelet vallásaival kapcsolatban folytatott tanulmányokat, de hamarosan Németh Gyula professzor hatása alá került, és a török világ irányába fordult, ezen kívül Ligeti Lajostól mongol és belső-ázsiai filológiai órákat vett. 
1937-ben és 1938-ban két nyarat töltött a berlini Collegium Hungaricumban, ez idő alatt ismerte meg a Turfán-gyűjtemény gazdag anyagát, és itt került kapcsolatba Annemarie von Gabain turkológussal és Erich Haenisch sinológussal. Doktori disszertációját (melyet soha nem védett meg) a közép-ázsiai török népek buddhizmusáról írta, ez 1939-ben jelent meg Budapesten. 1939-től Párizsban élt és tanult, a híres orientalisták, Paul Pelliot, Jean Deny, Marcel Granet és Paul Demiéville hallgatójaként. 1942-ben elhagyta a német megszállás alatt álló Párizst, és csatlakozott a francia ellenállási mozgalomhoz.
1948-ban a Cambridge-i Egyetemre hívták tanárnak, ahol tizenhárom évet töltött. 1962-ben a bloomingtoni Indianai Egyetem meghívására az Egyesült Államokba költözött, ahol megalapította az Uralisztikai és Altajisztikai Tanszéket (ma Közép-eurázsiai Tanulmányok Tanszéke), amit 1963 és 1981 között vezetett. 1967-ben megalapította és negyvennégy éven keresztül szerkesztette a Journal of Asian History című folyóiratot, emellett 2011-ig szerkesztője volt a 173 számot megélt Indiana University Uralic and Altaic Series című periodikának. 1967-ben megalapította az Asian Studies Research Institute-ot (ASRI), amelyet 1979-ben neveztek át Research Institute for Asian Studies-re (RIFIAS). Jelenlegi neve Sinor Research Institute for Asian Studies (SRIFIAS).
Számtalan tudományos társaság és akadémia tiszteletbeli tagja, számos egyetem tiszteletbeli doktora és megannyi kitüntetés birtokosa volt. 1992-ben a Brit Királyi Ázsia Társaság a nevében alapított díjat (Denis Sinor Medal for Inner Asian Studies). Sinor fáradhatatlanul szervezte a konferenciákat, műhelymunkákat és tudományos összejöveteleket. Létrehozója és főtitkára volt a Permanent International Altaic Conference-nek (PAIC), amely a hidegháború évei alatt biztosította a nyugat- és kelet-európai tudósok közti kapcsolatokat. Halála után gazdag szakmai könyvtárát a szegedi egyetem könyvtárára hagyta.
Tudományos érdeklődése nagyon széles volt, az uráli (finnugor) nyelvészettől a török és mongol népek közép-ázsiai történetéig. A közép-ázsiai nyelvekről, történelemről és kultúráról szóló, kommentárokkal ellátott bibliográfiája (1963) és a Közép-Ázsiáról szóló sillabusza (1969, 1971) régóta hasznos eszköz a tudományos kutatásban és az egyetemi oktatásban. Összegyűjtött esszéi (1977, 1997) számos általános turkológiai és török nyelvészeti kérdést tárgyalnak.
Sinor Dénes mint Ligeti Lajos és Paul Pelliot tanítványa kulcsszerepet játszott abban, hogy az európai és amerikai egyetemek curriculumába bevezessék a belső-ázsiai tanulmányokat (vagy ahogyan ma nevezik „közép-eurázsiai” tanulmányokat), mint új tudományágat. 1960–1990 közötti fáradhatatlan szervezői tevékenysége nagyban hozzájárult ahhoz, hogy a hagyományos turkológia és a mongolisztika területén a belső-ázsiai avagy közép-eurázsiai tanulmányok bevonásával egy újfajta, szélesebb látókörű  szemlélet terjedjen el.
1979-ben a Magyar Tudományos Akadémia tiszteleti tagjai közé választotta.

### Halála

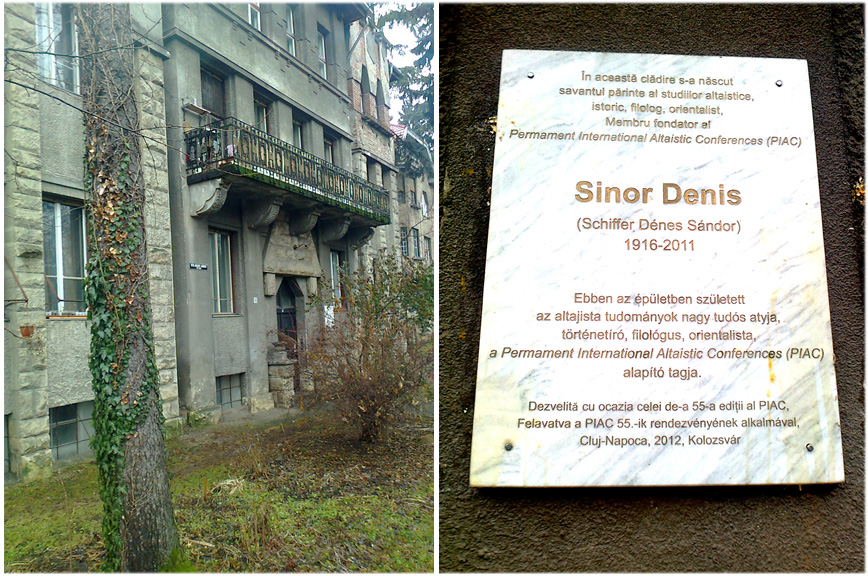
Szülőháza Kolozsváron (Arany János utca 13.)

2011. január 12-én hunyt el 95 éves korában az amerikai egyesült államokbeli Bloomingtonban.
Végrendeletében a Szegedi Tudományegyetemre hagyta páratlanul gazdag tudományos könyvtárának egy részét, a könyvállomány az SZTE Klebelsberg Könyvtár Keleti Gyűjteményében található meg.

## Főbb munkái
- A középázsiai török buddhizmusról. Kőrösi Csoma-Archivum 1st kieg. kötet (1939), 353–396.
- Introduction à l’étude de l’Eurasie Centrale. Wiesbaden, 1963
- Inner Asia. History – Civilization – Languages. A Syllabus. Bloomington, 1969 (2. jav. kiadás: 1971)
- Inner Asia and its Contacts with Medieval Europe. Collected Essays. London, 1977. Tanulmányok. Budapest, 1982-
- The Uralic languages: description, history and foreign influences. Ed. Denis Sinor. Leiden, 1988
- Essays in Comparative Altaic Linguistics. Bloomington, 1990
- The Cambridge History of Early Inner Asia. Ed. Denis Sinor. Cambridge, 1990
- Studies in Medieval Inner Asia. Aldershot, 1997

## Tagságai
| - MTA Nyelvtudományi Intézet (tiszteleti tag) - Kőrösi Csoma Társaság (tiszteleti tag) - Francia Akadémia (Académie des inscriptions et belles-lettres, levelező tag) - Orosz Akadémia Keleti Intézete (Szentpétervár, tiszteleti professzor) - Royal Asiatic Society (London) - Magyar Nyelvtudományi Társaság - Deutsche Morgenländische Gesellschaft | - Societas Uralo-Altaica (alelnök) - International Union of Orientalists (alelnök) - Permanent International Altaistic Conference (főtitkár) - Société Asiatique (Párizs, tiszteleti tag) - Société Finno-Ougrienne (Finnugor Társaság, Helsinki, tiszteleti tag) - JATE (díszdoktor) |

## Díjai, kitüntetései
| - a Székesfőváros Jubiláris Ösztöndíja (1937) - Horthy-ösztöndíj (két alkalommal) - Bárczi Géza-emlékérem (1981) - Vámbéry Emlékérem (Kőrösi Csoma Társaság, 1983) - a Magyar Népköztársaság Csillagrendje (1986) - „Egyetemünkért tett elévülhetetlen érdemeiért”-emlékplakett (2002, Szegedi Tudományegyetem) | - Avicenna-ezüstérem (1998, UNESCO) - Tiszteleti aranyérem (1999, American Oriental Society) - Aranyérem (1982, 1996, Permanent International Altaistic Conference) - az UNESCO 60 éves fennállásának emlékérme (2005) - John W. Ryan-díj (2006, Indiana Egyetem) - PIAC-aranyérem (1982, 1996, Indiana Egyetem) |

Évfordulóit két nemzetközi cikkgyűjtemény ünnepelte: a Tractata Altaica 1976-ban és a Florilegia Altaistica 2006-ban.